# Minoriti
Minoriti (lat.: Ordo Fratrum Minorum) (OFMConv) so pripadniki ene od treh vej verskega reda manjših bratov, ki ga je ustanovil sveti Frančišek Asiški 29. novembra 1209.

## Zgodovina
Zaradi različnih pogledov na poslanstvo reda in zahtev Cerkve, so se znotraj bratstva začele pojavljati napetosti. Leta 1517 se je poprej enotni red frančiškovih bratov med razpravami o uboštvu razdelil na dve veji: na konventualce - danes poznane kot minoriti in observante - danes poznane kot frančiškani. Skozi nadaljnja obdobja se je red še naprej delil na več manjših skupin. Zadnja velika delitev je bila leta 1517, ko so ustanovili verski red kapucinov. Do danes so se ohranile tri veje: frančiškani, kapucini in minoriti. Vse tri redove povezuje izpolnjevanje istega Vodila življenja, le njegove razlage so različne. 

## Značilnosti, organiziranost reda in pravila
Pripadniki reda minoritov se od drugi verskih redov razločijo po habitu črne barve, ki je prepasan z belo vrvjo (cingulum).
Minoriti imajo posebna pravila (konstitucije), sedež reda je v Rimu. Red vodi general, izvoljen za dobo šestih let, zakonodajno oblast pa ima generalni kapitelj. Red je razdeljen na province, na kustodije in samostane.

## Minoriti na Slovenskem
Najstarejši minoritski samostan na Slovenskem je Minoritski samostan Ptuj, katerega začetki segajo v 13. stoletje. V Sloveniji so minoriti organizirani v Slovensko minoritsko provinco sv. Jožefa, katere sedež je od leta 2006 ponovno na Ptuju.

### Vojaški vikariat Slovenske vojske
- pater Vito Muhič vrši svoje poslanstvo kot vojaški vikar med slovenskimi vojaki in njihovi družinami.

## Znani slovenski minoriti
- p. Martin Kmetec, nadškof v Smirni, Turčija